# Rudgea trifurcata
Rudgea trifurcata är en måreväxtart som beskrevs av Gómez-laur.. Rudgea trifurcata ingår i släktet Rudgea och familjen måreväxter.
Artens utbredningsområde är Costa Rica. Inga underarter finns listade i Catalogue of Life.